# Силурійський період
| Силурійський період                                           |                                                            |
| Хронологія                                                    | 443,8–419,2 млн років тому                                 |
| Середня концентрація кисню (O2) впродовж періоду              | бл. 14 % (70 % від сучасного рівня)                        |
| Середня концентрація вуглекислого газу (CO2) впродовж періоду | бл. 4500 ppm (у 16 разів більше доіндустріального періоду) |
| Середня температура поверхні впродовж періоду                 | бл. 17 °C (на 3 °C вище сучасного рівня)                   |
| Рівень моря (вище або нижче сучасного рівня, в метрах)        | Близько +180 м з короткотривалими зниженнями рівня.        |

Силурійський період, силур — третій період палеозойської ери. Настав 443,8 ± 1,5 млн років тому, закінчився 419,2 ± 3,2 млн років тому. Тривав, таким чином, близько 25 млн років. Названий за ім'ям кельтського племені силурів, що мешкало в Уельсі.

## Загальна характеристика
Найбільшим силурійським континентом була Гондвана, що розташовувалася в Південній півкулі. Відомі також дрібніші масиви суші: Лаврентія (Північна Америка, Ґренландія), Балтосарматія, Ангарида і інші. Початку періоду передує велика глобальна подія — покривне заледеніння. До початку силуру сформувалися всі основні класи безхребетних організмів і з'явилися перші хребетні. У пізньому силурі на прибережних рівнинах розвиваються перші вищі рослини (псилофіти).

### Корисні копалини
У цей період на нинішній території України нагромаджувалися потужні товщі карбонатних і теригенних відкладів. Відклади, що утворилися протягом силурійського періоду, становлять силурійську систему. Вони поширені в межах Волино-Подільської плити, Галицько-Волинської синеклізи, Переддобруджинського прогину і острова Зміїного — вапняки, доломіти, мергелі, аргіліти тощо. Використовують їх як будівельний матеріал. До цих відкладів приурочені запаси нафти (РФ, Лівія, США, Канада), родовища оолітових залізних руд, мідного колчедану, манґану і фосфоритів, хромових руд, азбесту, ґіпсу і кам'яної солі.

## Підрозділи силуру
Силурійську систему підрозділяють на 2 відділи, 4 підвідділи та 8 ярусів.
| Система/ Період                                                 | Відділ/ Епоха      | Ярус/ Вік          | Вік (млн років) | Вік (млн років) |
| --------------------------------------------------------------- | ------------------ | ------------------ | --------------- | --------------- |
| Девон, D                                                        | Ранній/Нижній, D1  | Лохковський, D1l   | молодше         | молодше         |
| Силур, S                                                        | Пржидоль, S3       | поділ відсутній    | 419,2           | 423,0           |
| Силур, S                                                        | Лудлов, S3         | Лудфордський, S3l  | 423,0           | 425,6           |
| Силур, S                                                        | Лудлов, S3         | Горстський, S3g    | 425,6           | 427,4           |
| Силур, S                                                        | Венлок, S2         | Гомерійський, S2h  | 427,4           | 430,5           |
| Силур, S                                                        | Венлок, S2         | Шейнвудський, S2sh | 430,5           | 433,4           |
| Силур, S                                                        | Лландоверій, S1    | Телицький, S1t     | 433,4           | 438,5           |
| Силур, S                                                        | Лландоверій, S1    | Аеронський, S1a    | 438,5           | 440,8           |
| Силур, S                                                        | Лландоверій, S1    | Рудданський, S1r   | 440,8           | 443,8           |
| Ордовик, O                                                      | Верхній/Пізній, O3 | Хірнантський, O3h  | древніше        | древніше        |
| Підрозділи XXX системи наведені згідно МКС, станом на 2018 рік. |                    |                    |                 |                 |
| п о р                                                           |                    |                    |                 |                 |

Цей період поділяється на два відділи: нижній і верхній силур. У силурі в північній півкулі знову утворився материк Лаврентія. Море, наступивши з півдня на територію Гондвани, утворило велику мілку затоку, яка майже розділила Гондвану на дві частини. Інші материки й острови мало змінили свої обриси, яких набули в кембрії.
Найхарактернішою особливістю силурійського періоду є поступове опускання суші, яка опинялася під водою. Море розмило багато сформованих раніше гірських масивів і залило величезні площі. Повільне занурення суші й опускання дна океану спричинило нагромадження осадочних порід — мергелів, пісковиків, доломітів, граптолітових сланців, брахіоподових і коралових вапняків.
Наприкінці силуру відбуваються горотворні процеси, завдяки яким утворилися Скандінавські, Кемберленські, Кембрійські гори, а також гори Південної Шотландії й Гренландії. На місці сучасного Сибіру утворився великий материк — Ангарида, частково були сформовані Кордильєри. Клімат протягом усього силурійського періоду, мабуть, був теплим, вологим і лише в кінці силуру на півночі вій став сухим і жарким.

## Жива природа у силурі

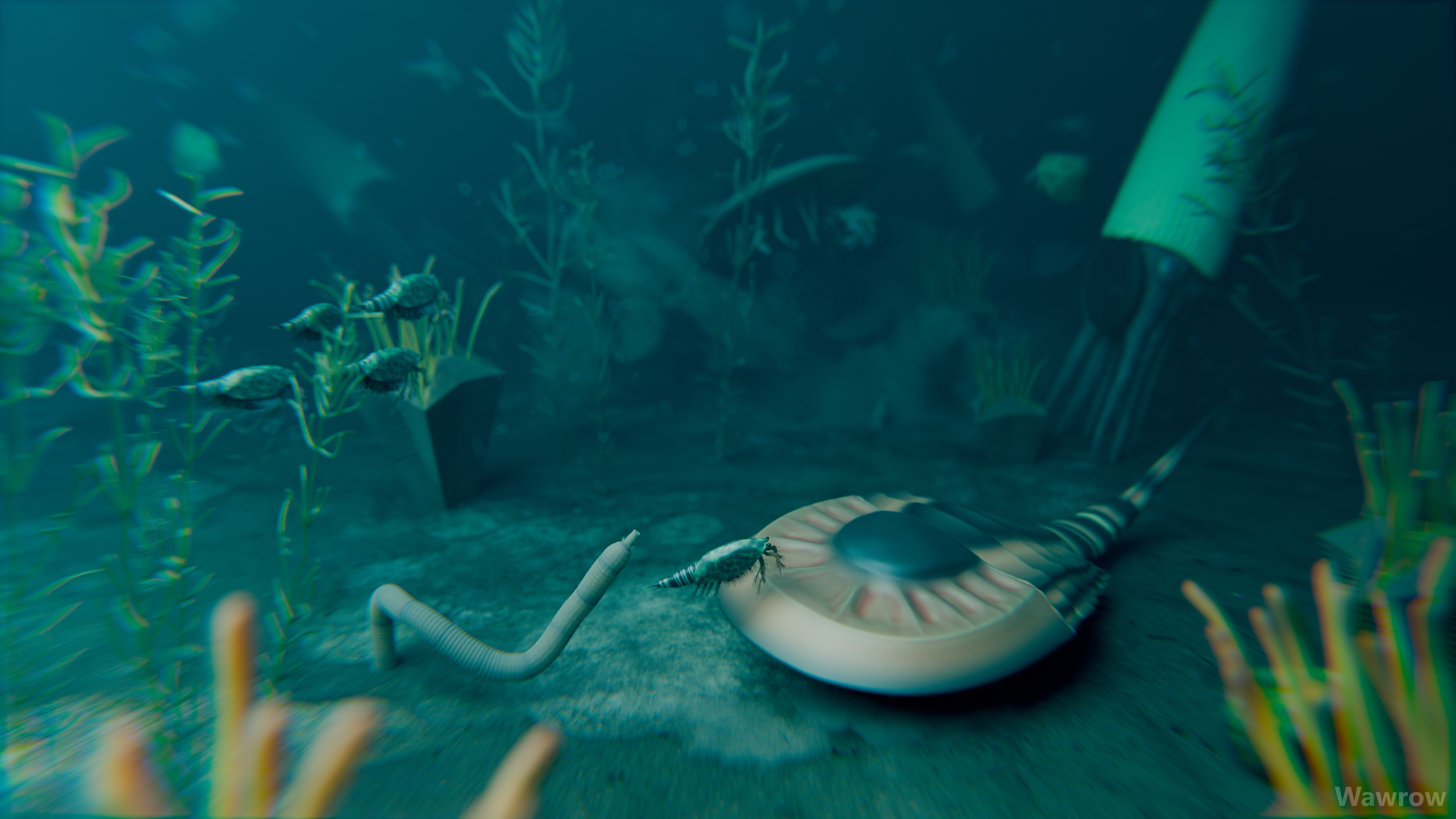
Реконструкція морської біоти силурійського періоду

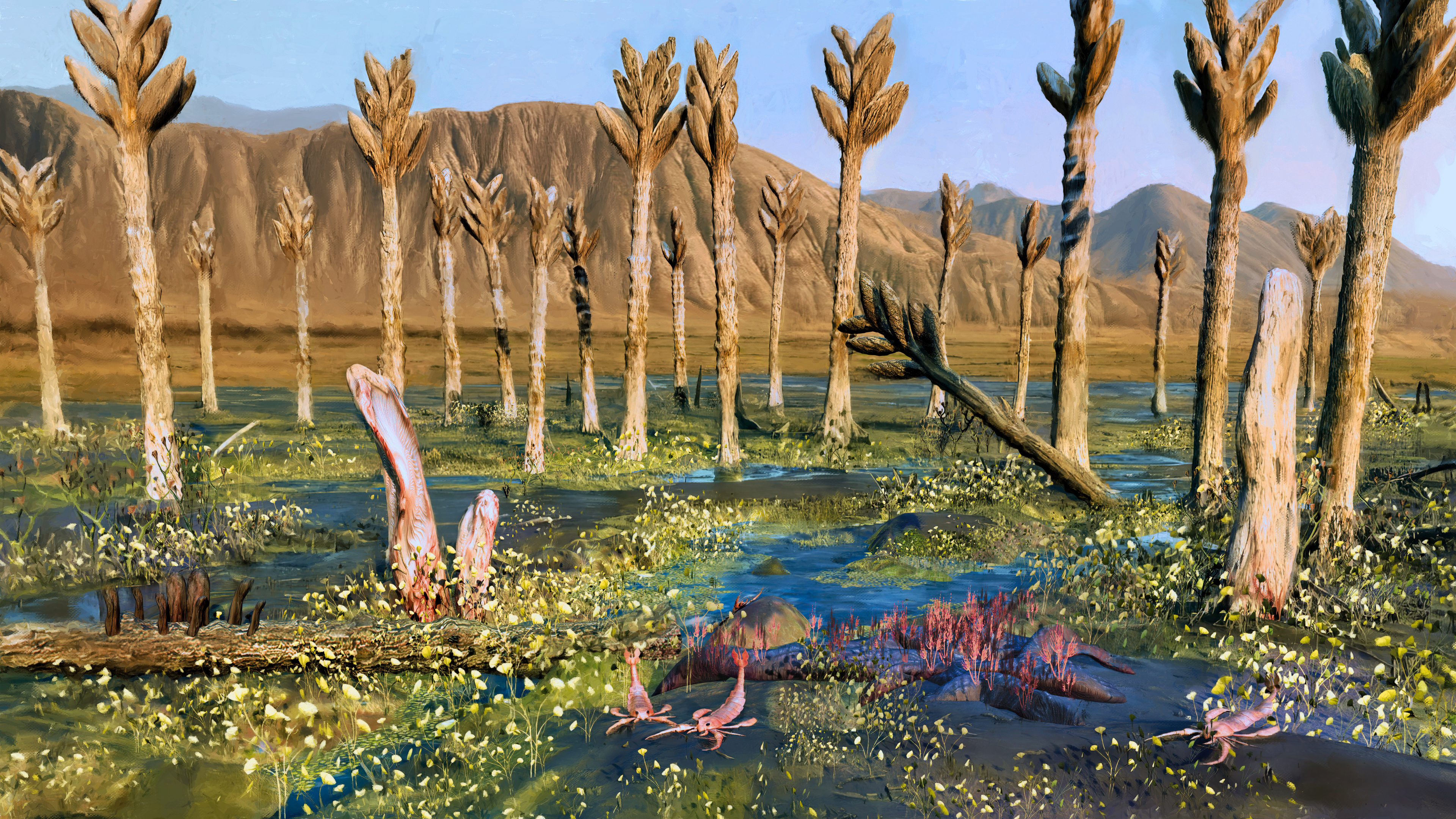
Художня реконструкція наземного життя в силурі: прототаксіти, риніофіти та евриптериди

Наприкінці силуру (а за деякими даними, ще раніше) з'явилися перші наземні рослини. Вихід рослин з води на сушу — дуже важливий етап у розвитку рослинного світу. Умови життя на суші різко відмінні, від умов, життя у воді; крім того, вони мінливіші й різноманітніші. Звичайно, ці умови спричинилися до глибоких змін у внутрішній та зовнішній організації наземних рослин: з'явилися захисні тканини, первісна система провідних тканин, апарат газообміну, дихання тощо. Первістками суші були риніофіти, які стали родоначальниками багатьох інших груп наземних вищих рослин. Риніофіти — найпростіші серед судинних — з'явилися наприкінці силуру; вони росли по берегах морів та інших водойм, на мілководдях, утворюючи прибережні зелені килими.
Перші суто наземні рослини, залишки яких знайдено в силурійських відкладах, дістали назву псилофітів, що означає безлисті, голі рослини. У висоту вони були не більш як пів метра. Зовнішнім виглядом рослини нагадували сучасні сфагнові мохи, але їхня організація була простішою. За своєю будовою псилофіти схожі на бурі водорості, від яких вони, мабуть, і походять. Росли псилофіти на зволожених місцях або в мілких водоймах.
Розгалуження гілок у псилофітів було дихотомічне, тобто кожна гілка поділялася на дві. Їхнє тіло ще не було чітко розчленоване на кореневу й стеблову частини. Замість коренів вони мали відростки — ризоїди, якими прикріплювалися до ґрунту. Роль листків виконувала луска. На кінцях гілок псилофітів містилися органи розмноження — спорангії, в яких розвивалися спори.
Серед рослин силурійських водних басейнів переважали водорості: зелені, синьо-зелені, червоні, сифонові, бурі, які за своєю будовою майже не відрізнялися від сучасних водоростей. Така подібність наштовхувала деяких дослідників на думку, що в окремих частинах сучасних океанів температура, солоність та інші особливості води збереглися такими, якими були в ті далекі часи.
У цей період виникли акантоди (колючкозубі; лат. Acanthodii, раніше — Acanthodei) — клас вимерлих риб. Існували з пізнього силуру до раннього перму. З'являються деякі групи безщелепних — костнопанцирні і безпанцирні. Розквіт граптолітів.

## Зміна тривалості доби

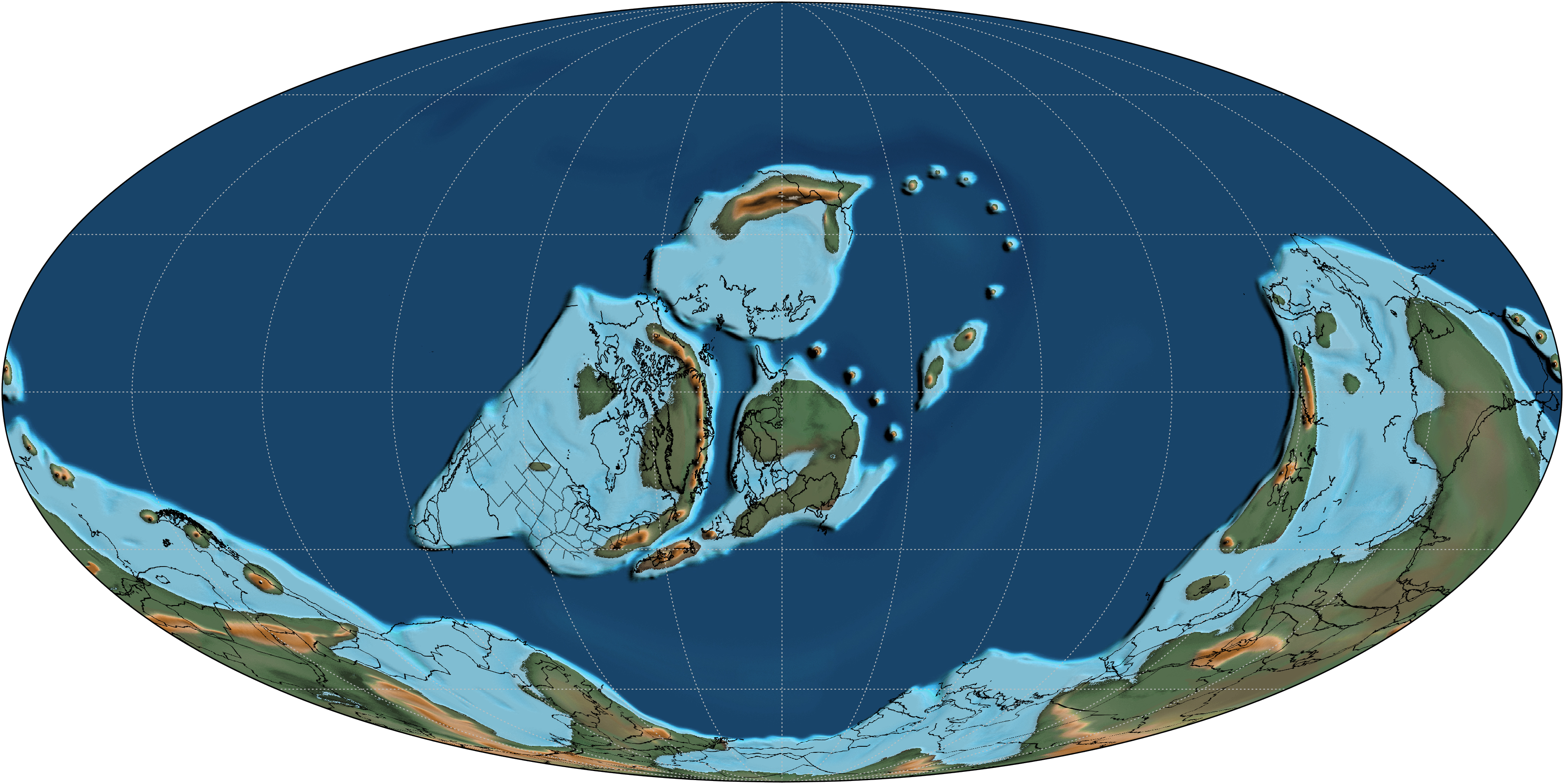
Розташування континентів у силурійський період, 430 млн років тому

У зв'язку з притяганням Місяця, видимим проявом чого є припливи, швидкість обертання Землі поступово зменшується. За сторіччя тривалість земної доби збільшується приблизно на 2 мілісекунди.
Зміну довжини дня протягом геологічного часу було перевірено експериментально, завдяки підрахунку кільцевих ліній у викопних коралів. Корали відкладають на своєму зовнішньому скелеті у вигляді кілець карбонат кальцію; циклічність відкладення кілець пов'язана як з денним освітленням, так і з періодичними сезонними змінами: в 1963 році американський палеонтолог Джон Уеллс (1907―1994) відкрив, що з кільцевих утворень на епітеке коралів можна визначити кількість днів в році тієї епохи, коли ці корали жили. З огляду на зміну тривалості року та екстраполюючи назад в часі уповільнення швидкості обертання Землі завдяки впливу Місяця, можна також визначити тривалість доби в той чи інший геологічний період:
| Час         | Геологічний період | Число днів в році | Тривалість доби |
| ----------- | ------------------ | ----------------- | --------------- |
| Сьогодні    | Четвертичний       | 365               | 24 год          |
| 100 млн л.т | Юра                | 380               | 23 год          |
| 200 млн л.т | Перм               | 390               | 22,5 годин      |
| 300 млн л.т | Карбон             | 400               | 22 год          |
| 400 млн л.т | Силур              | 410               | 21,5 год        |
| 500 млн л.т | Кембрій            | 425               | 20,5 год        |

Щоб дізнатися тривалість доби до епохи виникнення коралів, вченим довелося вдатися до допомоги синьозелених водоростей. З 1998 року китайські дослідники Чжу Шісін, Хуан Сюегуан і Синь Хоутянь з Тяньцзіньського інституту геології та мінеральних ресурсів проаналізували понад 500 копалин строматолітів віком 1,3 мільярда років, що росли колись біля екватора і похованих на горах Яньшань. Синьозелені водорості реагують на зміну світлого і темного часу доби напрямком свого зростання і глибиною кольору: вдень вони пофарбовані у світлі тони й ростуть вертикально, вночі мають темне забарвлення і ростуть горизонтально. За зовнішнім виглядом даних організмів, враховуючи швидкість їхнього росту і накопичені наукові дані по геології та кліматології, виявилося можливим визначити річний, місячний і щоденний ритми росту синьозелених водоростей. Згідно з отриманими результатами, вчені зробили висновок, що 1,3 мільярда років тому (в докембрійську епоху) земна доба тривала 14,91―16,05 годин, а рік складався з 546―588 днів. Звіт про дослідження був опублікований у Journal of Micropaleontology та привернув велику увагу як у країні, так і за кордоном.
Існують і противники цієї оцінки, що вказують що дані досліджень стародавніх приливних відкладень, субліторальних карбонічних фацій (тайдалітів), суперечать їй.
Згідно з новим міжнародним дослідженням, збільшення тривалості дня могло мати важливий вплив на характер і час насичення Землі киснем.
«Незмінне питання в науці про Землю полягає в тому, як атмосфера Землі отримала кисень і які чинники відбувалися під час оксигенації», — відзначив співавтор дослідження Грегорі Дік, геомікробіолог з Департаменту наук про Землю та довкілля Мічиганського університету (США).

## Див також
- Кембрій